# Robin Byrd
Robin Elizabeth Byrd, conosciuta anche come Robin Goad (Newnan, 17 gennaio 1970), è un'ex sollevatrice statunitense campionessa mondiale che ha gareggiato nelle categorie dei pesi gallo (fino a 48-50 kg) e dei pesi piuma (fino a 52, 54 e 53 kg).

## Carriera
All'età di 17 anni vinse la medaglia d'argento nella categoria dei pesi gallo (fino a 48 kg) alla prima edizione dei Campionati mondiali femminili di sollevamento pesi disputatasi a Daytona Beach nel 1987, sollevando 137,5 kg nel totale.
L'anno seguente confermò la medaglia d'argento ai Campionati mondiali di Giacarta con 140 kg nel totale.
Nel 1991, dopo essere passata alla categoria superiore dei pesi piuma (fino a 52 kg), ottenne un'altra medaglia d'argento ai Campionati mondiali di Donaueschingen con 170 kg nel totale.
Nel 1992 vinse la medaglia di bronzo ai Campionati mondiali di Varna, sollevando 172,5 kg nel totale.
L'anno successivo ottenne la sua quarta medaglia d'argento, nella nuova categoria dei pesi piuma (fino a 54 kg), ai Campionati mondiali di Melbourne con 177,5 kg nel totale, dietro alla cinese Chen Xiaomin che nell'occasione realizzò il record mondiale nel totale con 200 kg.
Nel 1994 Robin Byrd, dopo essere ritornata alla categoria dei pesi gallo (fino a 50 kg), realizzò il più grande successo della sua carriera con la conquista della medaglia d'oro ai Campionati mondiali di Istanbul, sollevando 175 kg nel totale.
L'anno seguente sposò il sollevatore connazionale Dean Goad e si registrò alla IWF con il nome di Robin Goad.
Ritornò su un podio mondiale nel 1998 ai Campionati mondiali di Lahti, vincendo la medaglia di bronzo nella categoria dei pesi piuma (fino a 53 kg) con 182,5 kg nel totale.
Nel 1999 vinse la medaglia d'oro ai Giochi Panamericani di Winnipeg con 187,5 kg nel totale e nel 2000, scendendo nuovamente alla categoria inferiore dei pesi gallo (fino a 48 kg), prese parte alle Olimpiadi di Sydney, dove il sollevamento pesi femminile faceva il suo esordio come disciplina olimpica, terminando la gara al 6º posto finale con 177,5 kg nel totale, venendo successivamente avanzata al 5º posto finale a seguito della squalifica postuma della vincitrice di quella gara olimpica, la bulgara Izabela Rifatova-Dragneva, in quanto risultata positiva al doping ad ulteriori e più accurati controlli avvenuti alcuni anni più tardi.
Questa partecipazione olimpica rese Robin Byrd-Goad l'unica sollevatrice della storia ad aver partecipato alla prima edizione dei Campionati mondiali ed alla prima competizione nei Giochi Olimpici del sollevamento pesi femminile.
Dopo il suo ritiro dall'attività agonistica, Robin Byrd-Goad si dedicò a quella di insegnante di educazione fisica.
Nel corso della sua carriera di sollevatrice stabilì un record del mondo nella prova di strappo della categoria dei pesi piuma (fino a 52 kg).